# Thelotrema triseptatum
Thelotrema triseptatum är en lavart som beskrevs av Mangold. Thelotrema triseptatum ingår i släktet Thelotrema och familjen Graphidaceae.   Inga underarter finns listade i Catalogue of Life.